# 1088
1088. је била проста година.

## Догађаји
- Википедија:Непознат датум — Владавина арапске династије Абадида у Севиљи у данашњој Шпанији (од 1023. до 1091).

- 12. март — Урбан II изабран за папу у Терачини (близу Гаете).
- Побуна барона против Вилијама II Риђег у корист Роберта, коју је предводио Одо, бискуп из Бајеа, Вилијамов ујак. Гушење побуне.
- Хајнрих IV Салијус побеђује антикраља грофа Хермана од Салма, кога је изабрало племство 1081. године.
- Смрт маркгрофа Хенрија и Берте, супруге Хајнриха IV.
- У бици код Силистре (Доростолум), Римљани су поражени од Печењега. Половци нападају Печењеге, који склапају мир са Римљанима. Половци одлазе. Печењези настављају рат и заузимају град Филипопољ у Тракији. Почетак рата између Византије и турског емира Чахе.
- Пресељење Печењега у Византију.
- Трупе селџучког султана Мелик Шаха заузеле су Ганџу.
- Први универзитет у Европи основан је у Болоњи.
- Свјатополк II Изјаславич постаје кнез Турова.
- Трупе Волшке Бугарске су накратко заузеле и спалиле Муром.
- Мстислава Владимировича је поставио његов деда Всеволод Јарослављич за кнеза Великог Новгорода, након одласка Давида Свјатославича.

## Смрти
- Матеј Прозорљиви

- Хаџе Абдулах Ансари
- Naser Hosrov